# Batis crypta
El batis de Iringa (Batis crypta) es una especie de ave paseriforme de la familia Platysteiridae propia de África Oriental. Este pequeño pájaro vive en los bosques de montaña del suroeste de Tanzania y el norte de Malawi. Anteriormente se creía que estas aves eran Batis  mixta pero en el 2006 fueron descritas como una especie nueva a causa de las diferencias en morfología y ADN mitocondrial de las aves en el norte de Tanzania y Kenia.

## Descripción
El batis de Iringa mide unos 10 cm de largo y pesa entre 10 a 15 gramos. Su pico y patas son negros y sus ojos rojos. El pecho y vientre del macho son blancos con una ancha banda negra en el pecho. Su cabeza posee una corona gris oscuro, su espalda es gris con los extremos de algunas plumas negros, posee una máscara negra en su cara y sus alas son negras con una franja blanca. La hembra tiene una corona grisácea, espalda parda, máscara oscura, una lista superciliar blancuzca y una franja angosta rufa en su ala. Posee una mancha rufa en su mentón, y en su pecho algunas plumas tienen extremos blancuzcos.

## Distribución y hábitat
Se lo encuentra en el Arco montañoso Oriental de África Oriental desde las montañas Ukaguru y las montañas Uluguru del centro de Tanzania hacia el suroeste hasta las colinas Misuku en el extremo norte de Malawi. Habita en bosques siempreverdes entre alturas de 540 a 2,140 m sobre el nivel del mar siendo muy común a elevaciones de unos 1,500 m. Se alimenta en los niveles bajos e intermedios de los árboles, alimentándose de insectos tales como termitas.